# ぼくは航空管制官3
『ぼくは航空管制官3』（ぼくはこうくうかんせいかんスリー）は、2008年2月25日より株式会社テクノブレインから順次発売されたWindows対応の日本初の航空管制シミュレーションソフト『ぼくは航空管制官シリーズ』の第3作である。通称・略称はぼく管3（ぼくかんすりー）である。
元々はPCゲームであったが、ニンテンドー3DS版 の派生ソフトも生まれている。

## 概要
それまでの航空業界を題材としたシミュレーションゲームで主流であった、航空機の操縦を目的としたゲームや、航空会社を題材とした経営シミュレーションゲームとは異なり、このゲームでは航空交通管制をメインとしている。プレイヤーは航空管制官として航空機の飛行・離着陸・地上移動について指示を行う。
『ぼくは航空管制官3』は、前作『ぼくは航空管制官2』を進化させ、よりリアリティを高めた作品である（詳細は後述）。2008年から続くシリーズであるが、アップデートによりWindows 8に対応している。一部の作品は、店舗販売のみだけではなく、Amazon.comでダウンロード販売もされている。なお、本作は、多くの航空会社などの関連団体の協力のもとに制作されている。特に、航空機モデルの制作においては、ボーイング社の協力を仰ぎ、同社の公式認定をうけている。

## ゲームのシステム
本作は、グラフィックエンジンにテクノブレインの独自技術であるPegasus 3D ver.Vを採用し、更なるリアリティを実現した。ぼく管2と同じく3Dグラフィックであるが、建造物や航空機のフォルムは、現実にかなり近いものへと進化した。ぼく管2では、建造物・航空機が横方向に極度に短く圧縮されたデフォルメが施されていたが、ぼく管3における縦・横方向の圧縮率は70%程度に抑えられている。フォルムのみならず、スケール比も実際のものと近くなり、それにともない、ゲームのマップも大幅に拡大された。加えて、前作ではウィンドウ表示だったプレイ画面が全画面表示モードに対応するようになった。
航空交通管制や操作性の面についても、ぼく管2から大きく変更され、自由度が広いものとなった。例えば、前作では「航空機から管制塔を見た視点」と「管制塔から航空機を見た視点」および、少数の特殊なビューポイントしか設定されていなかった。本作では、視点の自由な変更が可能になり、マウスのドラッグで全方向を見ることができる。また、ゲームのリプレイ・レジュームといった新機能も搭載された。リプレイ機能はセーブの役割も持っている。ゲームの途中で致命的なミスを犯してゲームオーバーになったとしても、そのリプレイデータでミスを犯す前の時点に戻り、そこから再度プレイできるようになった。なお、リプレイデータは、手動で改名しないかぎり、次にプレイしたときに上書きされてしまう仕様となっている。便利な機能ではあるが、細かい所にまだ改善の余地があると、4Gamer.netなどは指摘している。
それ以外にも、多くの変更点がある。航空機の状態は運航票（ストリップ）でプレイ画面に表示されるのだが、前作では出発便・到着便ごとに分かれており、航空機が登場するその都度に表示された。本作ではそれに対して、すべての航空機の運航票が一箇所に常時表示されるようになった。運行表はマウス操作で並び替えることができるようになったので、プレイヤー自身で適宜整頓して、出発便・到着便を管理する必要がある。前作は、表示が変化した運航票 をモグラ叩きのようにクリックしていれば、ある程度はプレイ出来たが、本作ではプレイヤーの判断能力が問われることになる。
本作のルールは概ね次のとおりである。ソフトを起動してプレイする空港を選ぶと、ステージ選択画面になる。基本的には1作品につき6つのステージがあり、難易度の低いステージからプレイしていき、徐々に難度の高いステージが開放されていく。ゲームを開始すると、航空管制官であるプレイヤーは、各航空機のパイロットに運行の指示を出す。順調にフライトが進行すれば、得点が加算されていく。ゲーム内で規定された一定時間が経過した時点で、得点が一定以上あれば、ゲームクリアとなる。
以下に、ゲームに登場する一般的な旅客機の出発・到着便の流れを示す。ただし、有視界飛行（計器などに頼らない目視での運行）をする航空機や軍用機などはこの限りではない。

### 出発便
デリバリー
デリバリーは出発を控えた航空機に出発許可を与える。ぼく管3では「出発許可」のボタンひとつを押すだけで出発許可を与えることができる。難易度が高いエキスパートモードを選択すると、数種類ある出発経路のなかから、適切なものを選ばなくてはならない。このとき、選択を誤ると、誤りに気づいた管制官が訂正を行い、通常よりも交信時間が長くなってしまう。
（;ランプコントロール#成田ワールドウイングス・、#成田ナイトウイングスのみ。）
成田空港には日本で唯一ランプコントロールと呼ばれるところがある。ここでは駐機場（ランプ周辺）から、グランドの間を管理する。
グランド
グランドでは、出発許可を得た航空機に、まずはプッシュバックの許可を与える。プッシュバックの際、航空機がどの滑走路を使うのかを決めることになる。航空機が離陸・着陸するときは、風に向かうように離陸・着陸をする。ゲーム画面に表示される風向きを見ながら、選択肢のなかから適切な滑走路を選んでやる必要がある。また、プッシュバックの際、後退の後に左右どちらの方向を向くかを選べるので、他の航空機の邪魔にならない方向にプッシュバックをすることになる。プッシュバックが終わると、次に滑走路の端までの地上走行の許可を与える。その際、どの誘導路を使うかを選ぶ。ぼく管2では3つ程度の選択肢から選ぶだけだったが、本作では、空港の地図が映し出され、そこをマウスでクリックして選ぶシステムに改善された。どの誘導路を通るかを詳細に指定することができ、ここでも自由度が大きく上がっている。また、地上走行の許可を出した後にも指示を出すことができる。ぼく管2でも、地上走行中にその場で停止するように指示を出すことはできたが、本作ではそれに加え、移動ルートの変更が何度でもできるようになった。また、作品によっては、地上走行の途中で使用する滑走路を変更することもできる（この機能は、急な風向きの変化で滑走路を変更したいときなどに利用する）。グランドの指示通りに航空機が滑走路の近くまできたら、次はタワーにハンドオフ（管制部門の引き継ぎ）を行う。初期の作品では、地上走行する航空機が滑走路の近くまでこないと、タワーへのハンドオフはできなかったが、#香港カイタックエアポート以降の作品では、航空機が地上のどこにいてもタワーにハンドオフできるようになった。
タワー
タワーの役割は基本的に前作と同じであり、滑走路とその周辺の上空を管理し、離陸・着陸の許可を出す。その際、次の3つの選択肢から選ぶことになる。
- 滑走路に入らずに待機
- 滑走路に入って待機
- 離陸許可

離陸許可を得た航空機は、離陸滑走を行う。航空機が安定して上昇を始めたら、次にディパーチャーにハンドオフを行う。
ディパーチャー
ディパーチャーでは、出発した航空機が安全に空港周辺から離れられるように誘導を行う。こちらも、現実の航空管制では複雑なやりとり（高度や方向などの詳細な指示）がなされるのであるが、ぼく管3ではボタンを押すだけである。エキスパートモードでは、飛行方位を1度刻みで選ぶことができるなど、自由度が向上している。
航空機が、ゲームの舞台である空港周辺から離れたら、ディパーチャーからコントロールへハンドオフを行い、プレイヤーの仕事は完了である。

### 到着便
アプローチ
アプローチは、前作と同じく、空港への着陸を求める航空機に指示を与え、滑走路へ誘導する。アプローチでは、航空機がどの滑走路に降りるかを決める。離陸と同様に、ゲーム画面に表示される風向きを見ながら、向かい風となる滑走路を選んでやる。飛行ルートによっては、標準の飛行ルート通りに飛ぶか、ショートカットさせてやるかなどを選ぶこともできる。航空機を滑走路への最終の着陸進入コースまで導いたら、タワーにハンドオフを行う。なお、エキスパートモードでは、ディパーチャーと同様に、ルートによっては到着便の飛行コースを1度刻みで選べる。
タワー
タワーは、滑走路への最終の着陸態勢をとる航空機に着陸許可を与える。離陸の場合と同様に、滑走路周辺の安全を確認した上で着陸許可を与える。他の航空機が滑走路にいるなどの理由で、安全に着陸できないときは、着陸のやり直しを指示することもできる。航空機が無事に着陸して、滑走路の外に脱出したら、グランドにハンドオフを行う。#大阪パラレルコンタクト以降の作品では、航空機が滑走路を出る際に、どの誘導路に脱出するかを選択できるようになった。
グランド
グランドは、到着機を駐機場まで誘導する。空いている駐機場へと、航空機に地上走行の許可を与える。選択肢のなかから到着する駐機場を選んで、出発のときと同じように地上走行のルートを選択してやる。
（;ランプコントロール#成田ワールドウイングス・、#成田ナイトウイングスのみ。）
成田空港には日本で唯一ランプコントロールと呼ばれるところがある。ここでは出発時とは逆にグランドから駐機場（ランプ周辺）の間を管理する。
航空機が駐機場に到着したら、その航空機の運行は終了となる。このあと、便によっては、次のフライトや整備のために、空港内の他の場所へ移動する場合がある。その時は、どの誘導路を使って移動するか、再度選んでやることになる。

## シリーズ一覧

### 東京ビッグウイング
ぼくは航空管制官3 東京ビッグウイング（-とうきょうびっぐういんぐ）は、2008年2月25日に発売されたぼくは航空管制官3の第一弾である。当初は2007年12月28日の発売が予定されていたが、デバッグ作業が難航したため、発売日は翌2008年の2月8日に延期となった。ところが、この2月8日という日程も再延期となり、結局、最終的な発売日は2月25日まで延び、多くのファンを待たせることとなった。なお、本作の体験版はテクノブレイン公式ホームページよりダウンロードすることができる。
本作東京ビッグウイングは、日本の首都の玄関口である東京国際空港を舞台とした作品である。海に面した広大な土地に、2つの空港ターミナルビル（西側がJAL用、東側がANA用）を構え、2本の並行滑走路（16R/34L・16L/34R）と1本の横風滑走路（04/22）を備えた巨大空港である。なお、2008年のソフトであるため、2010年に供用開始されたD滑走路（05/23）や国際線ターミナルビル、新管制塔などは再現されていない（続編の#東京ドリームゲートウェイでは再現されている）。空港周辺のシーナリーは関東地方一帯が再現されており、西の方へ出発する便を追跡すると、富士山なども望むことができる。空港以外の地上のオブジェクト（建物など）は基本的に2次元画像のテクスチャであるが、東京タワーやお台場のフジテレビなど特徴のある構造物は3次元オブジェクトで再現されている。
3本ある滑走路は、うち2本（16R/34Lと04/22）が交差しており、航空機の運用を行う際は注意を要する。また、市街地上空を通るルートは使用できないため、滑走路の一部は使用が制限されている。離陸可能なのは滑走路04、16R、16L、34Rの4箇所で、着陸可能なのは滑走路16L、22、34R、34Lの4箇所となっており、プレイするにあたり空港の特性を理解する必要がある。テクノブレインが公開しているゲームのコツによると、初心者はこれらの滑走路を離陸用と着陸用に分離して使うと良いとのことである。例えば本空港の場合、北風が吹くステージにおいては、滑走路34Rを離陸専用・滑走路34Lを着陸専用とするのが例としてあげられる。このようにすることで、離陸機と着陸機が交錯することがなくなり、かなり安全なプレイをすることができるようになる。
ゲームのシナリオは、朝のステージに始まり、昼、夕方、夜も再現されている。夜になると、空港施設や航空機がライトアップされ、空港は別の顔をみせるようになる。天候も晴天の他に雨天のシナリオなども用意されている。一般の旅客機のみならず、海上保安庁や国土交通省の機体なども登場する。この他にも、随所に様々なイベントが用意されている。4Gamer.netのレビューによれば、ゲームシステムの変更にともない、前作のぼくは航空管制官2より難易度が上がっているとのことである。
2010年6月21日に発表されたダウンロードコンテンツのぼくは航空管制官3 エクステンドシナリオ1を適用すると、当時建設中であった、D滑走路（05/23）や国際線ターミナルビル、新管制塔が登場する（ゲーム中でこれらはいずれも工事中である）。これらにちなんだものを含め、様々なイベントが追加されている。
- 登場航空会社など…JALグループ・ANAグループ・スカイマーク・北海道国際航空・海上保安庁・国土交通省航空局
- 公式製品紹介

### 沖縄ブルーコリドー
ぼくは航空管制官3 沖縄ブルーコリドー（-おきなわぶるーこりどー）は那覇空港を舞台とした作品である。那覇空港は沖縄県のハブ空港であるだけでなく、那覇基地として陸海空の自衛隊や海上保安庁の拠点ともなっている。また、那覇空港の近くに位置する嘉手納飛行場も再現されており、アメリカ空軍機も登場する。タイトルにある『コリドー』とは『回廊』という意味であり、本作に多数登場する軍用機の専用飛行経路を指す。ゲームでは、民間機と軍用機の管制が重要なポイントとなる。
那覇空港は海に面した敷地に1本の滑走路（18/36）を持ち、滑走路をはさむかたちで、旅客ターミナルビルと自衛隊の各種施設が配置されている。さして広くはない空港だが、交通量が多く、地上交通の整理にはかなり頭を使うことになる。上空も混雑しており、嘉手納飛行場との干渉には注意を要する。那覇空港・嘉手納飛行場ともに出発便・到着便に対して、詳細に経路の指定をすることができる。
中盤のステージでは、NASA所属のスペースシャトルのオービタであるエンデバーが大気圏再突入を行う。（嘉手納飛行場はスペースシャトルの緊急着陸空港であった。）　他にも、これらにかかわるイベントが複数用意されている。また、ファンサービス版の特典の追加ステージでは、架空の航空会社テクノエアを中心とした一風変わったシナリオが展開される。
2012年3月12日に発表されたダウンロードコンテンツのぼくは航空管制官3 エクステンドシナリオ5では、2009年10月に供用開始された新貨物ターミナルが再現されている。シナリオでは、テクノエアが登場し、同社所属のボーイング747の主翼がもげるなど、その問題児っぷりを遺憾なく発揮している。
- 登場航空会社など…JALグループ・ANAグループ・スカイマーク・ギャラクシーエアラインズ・チャイナエアライン・アシアナ航空・中国東方航空・航空自衛隊・海上自衛隊・海上保安庁・アメリカ空軍・アメリカ海軍・NASA
- 公式製品紹介

### 大阪パラレルコンタクト
ぼくは航空管制官3 大阪パラレルコンタクト（-おおさかぱられるこんたくと）は、2008年10月24日に発売された大阪国際空港を舞台とした作品である。1998年にぼくは航空管制官シリーズが発売されてから、10周年となるのを記念して、10周年プレミアBOXも発売された。プレミアBOXには特典として、ぼく管クロニクルと題されたDVD-ROMが付属している。ぼく管クロニクルには、初代ぼく管の1ステージをプレイできるソフトや、スクリーンセーバーや壁紙などが収録されている。他にも、スタッフへのインタビューや歴代作品の資料、当時の広告、販促品などを閲覧することができる。ゲーム中における空港の周辺は、細部まで3Dモデルが作成されており、大阪高速鉄道大阪モノレール線の大阪空港駅や千里川原田進入灯橋付近、伊丹スカイパーク、スカイランドHARADAなど多くのスポットが再現されている。少し離れたところでは、関西国際空港や神戸空港、明石海峡大橋なども目にすることができる。
大阪国際空港は、大阪府と兵庫県にまたがる、関西圏で関西国際空港と並びトップクラスの発着回数を誇る国内線の基幹空港である。京阪神都市圏の中央に位置する陸上空港で、南北の空港ターミナルビル（北側がJAL用、南側がANA用）と2本の並行滑走路（14L/32R、14R/32L）を持つ。ゲームでは、同空港の名物ともいえる滑走路14R・14Lを使った運用も再現されている。タイトルにある『パラレル』は、本空港にある2本の並行滑走路を指すとも、過密空港である本空港において管制官とパイロットの交信が並行して行われることも指すともいわれる。2本ある滑走路のうち1本（14L/32R）は短く、大型機の離着陸ができない。大型機は滑走路14R/32Lを使用する。そのため、他の滑走路が2本ある空港で行える「2本の滑走路を離陸専用と着陸専用に分離する」という運用法が、本空港では使用できない。また、2本の滑走路間は間隔が狭く、2本の滑走路に対して2機同時に離陸、あるいは、2機同時に着陸といった運用ができない（実行するとニアミスとなる。ただし、片方の滑走路で離陸し、それと同時にもう片方の滑走路で着陸するといった運用は可能である）。片方の滑走路で離着陸の許可を与えるときは、もう片方の滑走路の動向にも注意を払う必要がある。加えて、空港ターミナルと滑走路14R/32Lの間には滑走路14L/32Rがあり、大型機は必ず滑走路14L/32Rを横断しなくてはならないという特徴もある。管制官に無断で滑走路を横断することはできないので、パイロットからの横断許可を求める交信がひっきりなしに行われる。もちろん、滑走路14L/32Rを横断させるときは、同滑走路で離着陸する航空機にも注意を払わねばならない。なお、本作より、滑走路に着陸した機体がどの誘導路に脱出するかを選択できるようになっており、複雑な地上交通の整理に有効利用できる。シナリオにおいては、交信が頻発することもあって、4Gamer.netによる論評では、ぼくは航空管制官3シリーズ中では難度が高いと評されている。現実の大阪国際空港の航空管制官も、このような本空港の特殊な事情には、苦労をしていたようである。
シナリオでは、複雑に滑走路・誘導路が配置された地上交通と、度重なる離陸ラッシュ・着陸ラッシュにより、管制は大わらわとなる。それに加えて、架空の航空会社のテクノエアが多数登場するのだが、このテクノエアがかなりの確率でトラブルを発生させる。機材故障などで立ち往生することになれば、その滑走路・誘導路は閉鎖となり、使用不可能となる。さらに、トラブルの報告・対応などによって、貴重な無線のチャンネルが長時間塞がれることになる。このような状況がゲーム全体を通じて発生し、特に中盤以降は、気の抜けないステージが続くことになる。最終ステージは『腕試しステージ』（テクノブレイン公式ホームページより）とされるほどの難度となっている。
なお、近畿地方一円がゲームの舞台となっており、関西国際空港に設置の進入・ターミナルレーダー管制が登場するが、他の関西三空港の関西国際空港や神戸空港の便は登場しない（のちに発表された#関空クロスオーバーでは、関西三空港の便がすべて登場し、これらの広域管制も重要なテーマとなっている）。
2010年6月21日に発表されたダウンロードコンテンツのぼくは航空管制官3 エクステンドシナリオ1を適用すると、過去にタイムスリップした大阪国際空港が再現される。追加シナリオでは、以下の機体等が登場する。
- 全日本空輸のモヒカンジェット - 1969年頃に採用されていたデザインである。ターミナルビル南側の全日空整備のハンガーに登場する。
- 日本エアシステム - 2004年4月1日、日本航空との合併により消滅した。
- ボーイング747 - 2006年4月1日より、同空港への発着が制限されている[44]。
- 日本航空の鶴丸ロゴ - 2008年に"The Arc of the Sun"のロゴへ変更となった[45]。

2011年6月14日には、本体のダウンロード販売が開始されている。価格はパッケージ版と比べてやや安価に設定されている。
- 登場航空会社…JALグループ・ANAグループ
- 公式製品紹介

### ANAエディション
ぼくは航空管制官3 ANAエディションは東京国際空港を舞台とした作品である。
- 2008年11月1日発売
- 登場航空会社…ANA
- 後述の「チャレンジ！」同様、チュートリアルステージと簡単なステージが2ステージ、合計3ステージ収録されている。
- 架空の航空会社「レッドエア」（正式名称はRED Airlines）が登場する。
- ゲームに登場する飛行機を自由に観察できる「飛行機ぐりぐり」が付いている。ぼく管3のシリーズであればどの飛行機も見ることができる。
- 公式製品紹介

### 香港カイタックエアポート
ぼくは航空管制官3 香港カイタックエアポート（-ほんこんかいたっくえあぽーと）は旧啓徳空港を舞台とした作品である。ゲームタイトルはぼくは航空管制官3 香港啓徳國際機場（-ほんこんかいたっくこくさいきじょう）とも。ぼくは航空管制官シリーズを通じて初となる日本国外の空港を舞台とした作品である。初回限定版には特典として、空港やコックピットの貴重な音源を収録したオーディオCDのInternational Airportが付属した。
啓徳空港はかつての香港の玄関口となる空港であり、新空港である香港国際空港が完成したのをうけ、1998年7月5日の運用を最後に廃港となった空港である。九龍のビクトリア・ハーバーに突き出すように設置された1本の滑走路(13/31)をもつ国際空港であった。滑走路のすぐ北側は山地である。そのため、当空港の滑走路13を目指す航空機は、滑走路に対して斜め方向から進入し、空港直前で滑走路に向けて大きく右旋回して着陸を行う。この右旋回は香港カーブと呼ばれており、空港北側の市街地を低空でかすめるようにして飛行していくというものであった。このような事情から、啓徳空港は今もなお航空ファンに人気の【伝説の空港】 とされている。啓徳空港は、その発着便数の多さに対して、驚くほど手狭な空港である。1本しかない滑走路に対して多数の航空機が押し寄せるほか、滑走路と並行する誘導路も1本しかなく、風向きが急激に変化して使用滑走路が変わると、航空機は滑走路を使って方向転換をすることになる。また、空港ターミナルビルにはボーディング・ブリッジがたったの7基しかない。そのため、旅客をターミナルへ降ろしたら、次々と押し寄せる次の到着便のために、旅客を降ろした航空機を空港内の他の場所へ移動する必要がある。出発機・到着機に加えて空港内移動機が、狭い空港内にあふれることになる。このような空港であるため、ゲームジェネラルは本作の難易度は高いと評している。また、本作より、ターミナルビルなどから離れた出発機が、誘導路上においていつでもタワーにハンドオフできるようになった。
啓徳空港は現在は存在しない空港であるため、ゲームの舞台は1980年代が中心となる。キャセイパシフィック航空のグリーンストライプ、全日本空輸のモヒカン塗装など、旧塗装の機材も登場する。ゲームのステージは様々な時刻・気象条件が用意されており、雲海が広がる雨の光景や世界三大夜景・100万ドルの夜景と名高い香港の夜景も再現されている。最終ステージの日時は1998年7月5日、啓徳空港の最終運用日である。啓徳空港最後の夜に、押し寄せ去っていく航空機を管制することになる。
2012年1月26日に発表されたダウンロードコンテンツのぼくは航空管制官3 エクステンドシナリオ4では、パイロットのストレス値が上昇しやすく設定されて、減点されやすい非常に難易度の高いステージが用意された。
- 登場航空会社…キャセイパシフィック航空・香港ドラゴン航空・エアホンコン・中国東方航空・エバー航空・ガルーダ・インドネシア航空・エールフランス航空・ノースウエスト航空・JALグループ・ANAグループ
- 公式製品紹介

### 仙台エアマンシップ
ぼくは航空管制官3 仙台エアマンシップ（-せんだいえあまんしっぷ）は仙台空港を舞台とした作品である。2009年6月26日発売であり、テクノブレインの同社シリーズ作にしては珍しく、初回特典版などはなく、通常版のみのラインナップであった。ただし、AirShopでの購入者への特典サービスは実施されており、本作ではおまけとして、仙台空港に拠点を置く航空大学校の学校案内映像が収録されたDVDの新世紀の空へが付属した。
仙台空港は、宮城県名取市と岩沼市の海岸沿いに建設された、東北地方で最大規模の空港である。長短2本の滑走路が「y」の字型に交差した珍しい構造の空港である。旅客ターミナルビルと航空大学校の施設が整備されている。長い滑走路（09/27）は、主に旅客機が使用し、短い滑走路（12/30）は航空大学校の訓練機などの軽飛行機が使用する。訓練は、空港周囲のトラフィックパターン（滑走路を基準に空港の周囲を一周して戻ってくるコース）の飛行や、タッチアンドゴーなどがメインとなる。航空大学校の訓練機は、長い滑走路09/27で訓練をすることもあり、空港内は中型・大型の旅客機と各種軽飛行機が入り乱れることになる。本作で新たに付け加えられた機能として、速度の概念の登場が挙げられる。小型機・大型機や、出発機・到着機などとの間に、明確な飛行速度の差が設定されている。例えば、旅客便のジェット機が最も速く、次いで旅客便のプロペラ機はそれよりやや遅く、軽飛行機は最も遅い。同じ飛行ルートを2機の航空機が連なって飛行しているときに、後続の航空機の速度が先行する航空機よりも速い場合、その状態を放置すると、やがて2機が空中でニアミスを起こすようになっている。これを防ぐために、航空機の速度調整機能が追加されている。この場合は、後続機に減速の指示を与えることで、空中衝突を回避できるようになっている。また、VFR機（目視を頼りに飛行する機体）とIFR機（計器を頼りに飛行する機体）とが登場し、これらは飛行経路などの運航方法がまったく異なり、両者の取り扱いには注意を要する。また、仙台空港は海沿いの空港であるので、霧のステージなども再現されている。空港本体だけでなく仙台空港駅などの周辺のシーナリーも作り込まれており、日本三景の松島も再現されている。あるステージでは、テクノエアの軽飛行機による遊覧飛行などのイベントも用意されている。また、国土交通省航空局による滑走路検査のためのフライトも実施される。航空局の滑走路検査機が、2本の滑走路の両方向（つまり合計4回）を滑走路上を低空飛行して検査を行う。当然その間は、他の航空機は滑走路や周辺空域を使えなくなるので、他の航空機を滑走路検査機と接近させないように注意を払う必要がある。以上のように、一般的な旅客便のみの空港とは一味違った管制を行うのが、仙台空港の特徴である。
2010年10月18日に発表されたダウンロードコンテンツのぼくは航空管制官3 エクステンドシナリオ2では、製品本体の本編シナリオで用意された以上に旅客便・訓練機の両方が多数登場する、混雑したシナリオが用意された。
- 登場航空会社など…JALグループ・ANAグループ・北海道国際航空・アイベックスエアラインズ・エバー航空・アシアナ航空・北日本航空・航空大学校・海上保安庁・航空局
- 公式製品紹介

### 新千歳スノーイングデイ
ぼくは航空管制官3 新千歳スノーイングデイ（-しんちとせすのーいんぐでい）は新千歳空港・千歳基地を舞台とした作品である。ぼくは航空管制官3シリーズは、この作品以降がMicrosoft Windows 7にも対応するようになった。（ただし、2014年時点で、ぼくは航空管制官3シリーズはすべて、Windows 7及びWindows 8において、ほぼ正常に動作する。）　このような更新にあわせて、必要なスペックも上がっている。初回限定版には特典として、3つの特別ステージが追加されるプログラムをダウンロードできるチケットが付属した。さらに、AirShopで初回限定版を予約購入した場合は、これに加えて別の追加ステージ1ステージをダウンロードできるチケットが特典として同梱された。
新千歳空港は北海道最大の空港であり、自衛隊の千歳基地と隣接している。新千歳空港と千歳基地は、誘導路で連結されており、互いに航空機の往来が可能である。航空交通管制は、航空自衛隊が一括して行っており、ゲームでは新千歳空港と千歳基地の両方の管制を行う。新千歳空港・千歳基地合わせて4本もの滑走路（01L/19R・01R/19L・18L/36R・18R/36L）があり、これらはすべてほぼ平行である。原則として、民間の旅客機は新千歳空港の滑走路（01L/19R・01R/19L）を使用し、自衛隊機は千歳基地の滑走路（18L/36R・18R/36L）を使用する。日本国内外の旅客路線に加えて、任務にあたる自衛隊機の管制も担当することになり、バラエティに富んだ管制を楽しむことができる。新千歳空港・千歳基地の大きな特徴のひとつとして、冬期の除雪作業がある。滑走路などに積雪が続くと使用できなくなるため、適宜除雪隊を派遣して滑走路の機能維持を図っている。
新千歳スノーイングデイのステージは、夏のシナリオと冬のシナリオとで構成されている。夏のシナリオでは、4つある滑走路のすべてをフル活用することができる。その一方で、冬のシナリオ（特に雪が降るステージ）では、滑走路に雪が積もっていくため、夏のようにすべての滑走路を同時に利用しにくくなる。たとえば、積雪量が増えていくと、その滑走路の機能が徐々に低下していき、最終的には利用不能になってしまう。この状態を解消するために、まず検査車を派遣して4つの滑走路の路面状態の確認を行う。しばらくすると、検査車から滑走路の状態の報告が入るので、これをもとに除雪車からなる除雪隊を派遣して、滑走路状態の復旧作業を行うことになる。除雪隊が作業している時間は、その滑走路は当然使用不可能になるため、航空機・検査車・除雪車のすべてに的確な指示を的確なタイミングで与える必要がある。他にも、管制マイクロという管制塔-千歳基地間を運行する管制官の移動用のマイクロバスも登場し、これも空港内を移動するので注意を要する。
2010年10月18日に発表されたダウンロードコンテンツのぼくは航空管制官3 エクステンドシナリオ2では、特に激しい雪が降るステージ（滑走路の機能低下のスピードが速い）が用意されている。2012年01月26日には、ぼくは航空管制官3 エクステンドシナリオ4も発表された。このシナリオでは、国際線ターミナル（2010年3月26日運用開始）が再現されている。国際線ターミナルは千歳基地側にあり、一部の国際線は千歳基地側の滑走路も使用することになる。
本作は2011年6月14日には、本体のダウンロード販売が開始されている。価格はパッケージ版と比べてやや安価に設定されている。
- 登場航空会社など…JALグループ・ANAグループ・北海道国際航空・アイベックスエアラインズ・スカイマーク・サハリン航空・チャイナエアライン・中国東方航空・キャセイパシフィック航空・日本貨物航空・航空自衛隊・海上保安庁
- 公式製品紹介

### 関空クロスオーバー
ぼくは航空管制官3 関空クロスオーバー（-かんくうくろすおーばー）は関西国際空港を舞台とした作品である。
- 初回限定版：2010年2月25日、通常版：2010年3月19日発売、ダウンロード版：2012年4月19日発売
- 登場航空会社など…JALグループ・ANAグループ・スカイマーク・アシアナ航空・エバー航空・中国東方航空・キャセイパシフィック航空・タイ国際航空・ガルーダ・インドネシア航空・エールフランス航空・フィンランド航空・ユナイテッド航空・日本貨物航空・UPS（ユナイテッド・パーセル・サービス）・海上保安庁
- 初回特典：荷物タグ風タオル型チケット（このチケットでダウンロードにて1ステージ追加）
- AirShopで初回限定版を予約購入すると、テクノ取材班製作の関空エンスーマップが特典として同梱される。
- 広域管制のため、大阪国際空港・神戸空港の出域管制・入域管制も行う。新たに「高度指示」の機能が搭載される。
- 公式製品紹介

### 東京ドリームゲートウェイ
ぼくは航空管制官3 東京ドリームゲートウェイ（-とうきょうどりーむげーとうぇい）は、2010年8月26日発売の東京国際空港を舞台とした作品である。前作の#東京ビッグウイングとは別の独立したソフトウェアであり、前作がなくとも、この製品単体でゲームが楽しめる。前作から進化した点として、シーナリーデータが一新され、新管制塔（2010年1月14日に運用開始）と新D滑走路（同年10月21日に供用開始）と新国際線ターミナル（同じく10月21日に供用開始）が反映されている。ゲームの発売は同年の8月26日であるから、これらの施設を利用した管制を現実に先駆けて行うことができた。特別記念版には、初回特典としてRUNWAYメモリ（容量1GBでUSB2.0対応のUSBメモリ。D滑走路がデザインされている）が付属した。また、AirShopで特別記念版を予約購入すると、テクノ取材班が取材時に撮影した生写真がランダムで3枚同梱された。
新しくなった東京国際空港は東京湾に造成した広大な土地に、3つの空港ターミナルビル（西側が国際線用、中央西側がJAL用、中央東側がANA用）を構え、4本の滑走路（04/22・05/23・16R/34L・16L/34R）を備えた巨大空港である。新滑走路や新ターミナルビルの増設により、従来と地上走行ルート・上空飛行ルートともに大きな変更が加えられている。従来作と同じく滑走路の使用方向に制限がある他、本作では出発便は目的地によって使用する滑走路が異なる。着陸便は滑走路22、23、34R、34Lを利用し、北方への離陸便は滑走路16L、34R、南方への離陸便は滑走路05、16Rを利用する。前作同様、プレイするにあたり空港の特性を理解する必要がある。ステージは、朝・昼のほか、濃霧のステージや美しい夜景 のステージも用意されている。
2012年10月26日に発表されたダウンロードコンテンツのぼくは航空管制官3 エクステンドシナリオ6では、ゲームをプレイしながらぼく管3のコツをつかめるように設計されたステージをプレイすることができる。その一方で、
2012年11月29日に発表されたぼくは航空管制官3 エクステンドシナリオ7では一転して難度の高い上級者向けのステージが用意された。
2011年7月5日には、本体のダウンロード販売が開始されている。価格はパッケージ版と比べてやや安価に設定されている。
- 登場航空会社など…JALグループ・ANAグループ・スカイマーク・北海道国際航空・スカイネットアジア航空・キャセイパシフィック航空・アシアナ航空・中国東方航空・上海航空・チャイナエアライン・エバー航空・タイ国際航空・エアアジアX・ハワイアン航空・ユナイテッド航空・海上保安庁・航空局・航空自衛隊・アメリカ空軍
- 公式製品紹介

### 鹿児島アイランドライン
ぼくは航空管制官3 鹿児島アイランドライン（-かごしまあいらんどらいん）は鹿児島空港を舞台とした作品である。
空港周辺空域に加え、大隅半島から与論島にいたる空域の航空路の管制（主に飛行高度の指示）も担当することが特徴である。
- 初回限定版：2010年12月17日、通常版：2011年1月21日発売
- 登場航空会社など…JALグループ・ANAグループ・スカイマーク・スカイネットアジア航空・オリエンタルエアブリッジ・中日本航空・チャイナエアライン・中国東方航空・日本貨物航空・海上保安庁・航空自衛隊・海上自衛隊
- 初回特典：ぼくは運航情報官
- 公式製品紹介

### 百里基地航空祭
ぼくは航空管制官3 百里基地航空祭（-ひゃくりきちこうくうさい）は航空自衛隊百里基地（茨城空港）を舞台とした作品である。
その名の通り航空祭における航空管制が舞台となっており、民間機がメインの他とは一風変わった作品である。キャッチコピーも「いつでも好きなときに航空祭にいけたら・・・」となっている。
- 2011年3月24日発売、ダウンロード版：2012年4月19日発売
- 登場航空会社など…スカイマーク・アシアナ航空・航空自衛隊・海上自衛隊・アメリカ空軍・アメリカ海軍
- 公式製品紹介

### ハワイホノルル国際空港
ぼくは航空管制官3 ハワイホノルル国際空港（-はわいほのるるこくさいくうこう）はホノルル国際空港を舞台とした作品である。
ぼく管シリーズでは2作目となる海外空港であり、ワイキキビーチやダイヤモンドヘッドなどの観光名所とそこを巡る遊覧飛行、また虹やスコールのような天候の変化の表現に力をいれている。
- 初回限定版：2011年7月22日、通常版：2011年8月19日発売
- 登場航空会社など…日本航空・ハワイアン航空・ユナイテッド航空・チャイナエアライン・UPS（ユナイテッド・パーセル・サービス）・ワシンエア
- 初回特典：追加ステージダウンロードチケット
- 公式製品紹介

### 成田ワールドウイングス
ぼくは航空管制官3 成田ワールドウイングス（-なりたわーるどういんぐす）は成田国際空港を舞台とした作品である。
今回が初の登場となる航空会社もあり、登場機種としても国際線機材として有名なA380とA340が初登場となった。
ホノルルに引き続きANAは登場せず、その代わりにテクノエアが第一ターミナルの国内航空会社を担う。
- デラックス版：2011年12月22日、通常版：2012年1月20日発売
- 登場航空会社など…日本航空・IBEXエアラインズ・アエロメヒコ航空・アシアナ航空・エア・カナダ・エールフランス航空・エバー航空・ガルーダ・インドネシア航空・キャセイパシフィック航空・スカイマーク・タイ国際航空・チャイナエアライン・中国東方航空・フィリピン航空・フィンエアー・ユナイテッド航空・日本貨物航空・UPS・チャイナエアラインカーゴ・中国貨運航空
- 初回特典：デラックス版はダウンロードステージが2つ付属するAirShopで特別記念版を予約購入すると、ぼく管ガジェットという、デスクトップ上のカレンダー、時計、CPUやメモリの使用率を表示するATCリソースメーターなどが付属する（XPには対応していない）
- 公式製品紹介

### ANA787エディション
ぼくは航空管制官3 ANA787エディションは東京国際空港を舞台とした作品である。
- 2012年4月27日発売
- 登場航空会社…ANA
- チュートリアルステージと簡単なステージが2ステージ、グランドサービスステージが2ステージ、合計5ステージ収録されている。
- 本作で初めてボーイング787が登場する。
- 前述のANAエディション同様、架空の航空会社「レッドエア」（正式名称はRED Airlines）が登場する。
- 公式製品紹介

### 成田ナイトウイングス
ぼくは航空管制官3 成田ナイトウイングスは成田国際空港を舞台とした作品である。
前作の成田ワールドウイングスの舞台が昼間であったのに対し、本作では夕方から明け方までの夜間が舞台となる。
成田ワールドウイングスとは別の独立したソフトウェアであり、前作がなくとも、この製品単体でゲームが楽しめる。
- 初回限定版：2012年6月22日、通常版：2012年7月20日
- 登場航空会社など…IBEXエアラインズ・アエロメヒコ航空・アシアナ航空・エールフランス航空・エバー航空・ガルーダ・インドネシア航空・キャセイパシフィック航空・スカイマーク・全日本空輸・タイ国際航空・チャイナエアライン・日本航空・フィリピン航空・フィンエアー・ユナイテッド航空・キャセイパシフィック航空カーゴ・チャイナエアラインカーゴ・日本貨物航空・UPS
- 初回特典：ぼく管オリジナルリングノート** AirShopで初回限定版を予約購入すると、デクノ省トップシークレットメモが同封される。
- 公式製品紹介

### JALエディション
ぼくは航空管制官3 JALエディションは東京国際空港を舞台とした作品である。
- 特別限定版：2012年10月10日、通常版：2012年11月10日
- 登場航空会社…JAL
- チュートリアルステージと簡単なステージが2ステージ、スポットインステージが1ステージ、ボーディングブリッジ接続ステージが1ステージ、合計5ステージ収録されている。
- 架空の航空会社「ブルーエア」（正式名称はBLUE Airlines）が登場する。
- 機体の3Dモデルを鑑賞するモード「飛行機ぐりぐり」が付属する。(初回限定版のみ。)
- 公式製品紹介

### 中部国際空港セントレア
ぼくは航空管制官3 中部国際空港セントレア（-ちゅうぶこくさいくうこうせんとれあ）は中部国際空港を舞台とした作品である。
国際航空宇宙展が行われた年に発売された作品であり、後半のステージではこれをモチーフとしたエアショーが行われる。
- 初回限定版：2012年11月15日、通常版：2012年12月21日
- 登場航空会社など…IBEXエアラインズ・アシアナ航空・エバー航空・キャセイパシフィック航空・全日本空輸・タイ国際航空・チャイナエアライン・JALグループ・フィリピン航空・フィンエアー・ユナイテッド航空・日本貨物航空
- 初回特典：ぼくは航空管制官サウンドトラックVol.2
- 公式製品紹介

## チャレンジ！
ぼく管3を安価で体験できるように、入門編が発売されている。入門に適した3ステージが収録されている。また、下記の様に優待サービスも付加される。
チャレンジ！…東京国際空港
2008年4月25日発売。登場航空会社…JALグループ・ANAグループ。ぼく管3の「東京ビッグウイング」を格安で購入できる優待サービスが付いてくる。ただし、外箱は付属しない。チャレンジ！2の発売に伴い、出荷は終了。
チャレンジ！2…東京国際空港・那覇空港
通常版2009年7月31日発売、ダウンロード版：2011年6月14日発売。登場航空会社…JALグループ・ANAグループ。
チャレンジ！3…東京国際空港
2013年2月15日発売。JALグループ・ANAグループ・キャセイパシフィック航空。最新作である東京ドリームゲートウェイをベースに変更されている。
公式製品紹介

## 追加キット
アドオンソフトのため、上記シリーズ本編が必要である。テクノブレインのオンラインショップであるテクノブレイン#AirShopでのダウンロード販売のみで、店頭では購入できない。
ぼくは航空管制官3 エクステンドシナリオ1…東京国際空港・大阪国際空港
2010年6月21日発売。東京ビッグウイング・大阪パラレルコンタクトのいずれか1製品もしくは、2製品がインストールされている必要がある。それぞれ2ステージずつ追加される。
ぼくは航空管制官3 エクステンドシナリオ2…仙台空港・新千歳空港
2010年10月18日発売。仙台エアマンシップ・新千歳スノーイングデイのいずれか1製品もしくは、2製品がインストールされている必要がある。それぞれ3ステージずつ追加される。
ぼくは航空管制官3 エクステンドシナリオ3…関西国際空港・鹿児島空港
2011年09月26日発売。関空クロスオーバー・鹿児島アイランドラインのいずれか1製品もしくは、2製品がインストールされている必要がある。それぞれ3ステージずつ追加される。
ぼくは航空管制官3 エクステンドシナリオ4…啓徳空港・新千歳空港
2012年01月26日発売。香港カイタックエアポート・新千歳スノーイングデイのいずれか1製品もしくは、2製品がインストールされている必要がある。それぞれ3ステージずつ追加される。
ぼくは航空管制官3 エクステンドシナリオ5…那覇空港・航空自衛隊百里基地（茨城空港）
2012年03月12日発売。沖縄ブルーコリドー・百里基地航空祭のいずれか1製品もしくは、2製品がインストールされている必要がある。それぞれ3ステージずつ追加される。
ぼくは航空管制官3 エクステンドシナリオ6…東京国際空港・鹿児島空港
2012年10月26日発売。東京ドリームゲートウェイ・鹿児島アイランドラインのいずれか1製品もしくは、2製品がインストールされている必要がある。それぞれ4ステージずつ追加される。
ぼくは航空管制官3 エクステンドシナリオ7…東京国際空港・鹿児島空港
2012年11月29日。東京ドリームゲートウェイ・鹿児島アイランドラインのいずれか1製品もしくは、2製品がインストールされている必要がある。それぞれ3ステージずつ追加される。
夏のぼく管フェア
2009年7月31日。夏のぼく管フェアと称したキャンペーンが実施された。7月31日から8月31日の間に、当時発売されていたぼくは航空管制官3の作品 のどれかを購入すると、#東京ビッグウイング・#大阪パラレルコンタクト・#香港カイタックエアポートの3作品の追加シナリオをダウンロードできるチケットが店頭で配布された。なお、当時発売されていた全作品を既に持っているユーザーには、無償でこれらが提供された。

## 動作環境
本作の動作環境を右に示す。#仙台エアマンシップ以前と#新千歳スノーイングデイ以降とでは、動作環境が微妙に異なる。ダウンロードコンテンツのエクステンドシナリオでは、必要スペックが初期作品のパッケージ版と比べて上がっている。なお、エクステンドシナリオのインストールに際しては、パッケージ版のシリアルナンバーが必要で、かつ、インターネット経由でアクティベーションが求められる。なお、最新のアップデートにより、現在はすべての作品がWindows 7・8・10に対応している。

## Windows版以外の作品

### ぼくは航空管制官 エアポートヒーロー3D
PC版のぼく管3をベースに、ニンテンドー3DSに移植した作品である。
- ぼくは航空管制官 エアポートヒーロー3D 羽田 with JAL（2012年5月24日発売。発売元：ソニックパワード）…東京国際空港を収録。日本航空のみの協力の為、JAL以外は全て架空の航空会社になっている。
- ぼくは航空管制官 エアポートヒーロー3D ホノルル（2012年8月23日発売。発売元：ソニックパワード）…ホノルル国際空港を収録。パソコン版以外では初めて海外空港を収録した。収録航空会社は全て架空である。
- ぼくは航空管制官 エアポートヒーロー3D 成田 with ANA（2012年12月20日発売。発売元：ソニックパワード）…成田国際空港を収録。ANAのみの協力の為、ANA以外は全て架空の航空会社になっている。
- ぼくは航空管制官 エアポートヒーロー3D 那覇PREMIUM（2013年8月8日発売。発売元：ソニックパワード）…那覇空港を収録。エアポートヒーローシリーズとしては初の実在航空会社のみの登場となる。登場する航空会社は以下の通り。
  - 登場航空会社など…JALグループ・ANAグループ・ソラシドエア・アシアナ航空・ジンエアー・チャイナエアライン・トランスアジア航空・香港ドラゴン航空・エアアジア・ジャパン・ピーチ・アビエーション以上10社＆航空自衛隊・海上自衛隊・海上保安庁・アメリカ空軍・アメリカ海軍
- ぼくは航空管制官 エアポートヒーロー3D 新千歳 with JAL（2013年12月19日発売。発売元：ソニックパワード）…新千歳空港を収録。日本航空のみの協力の為、JAL以外は全て架空の航空会社になっている。[82]
- ぼくは航空管制官 エアポートヒーロー3D 関空 SKY STORY（2014年9月4日発売。発売元：ソニックパワード）…関西国際空港を収録。ぼく管シリーズ(PC版も含めて)初となるストーリーモードが搭載されている。収録航空会社は全て架空である。[82]
- ぼくは航空管制官 エアポートヒーロー3D 成田 ALL STARS(2014年12月25日発売。発売元：ソニックパワード）…成田国際空港を収録[83]。那覇PREMIUM以来の実在航空会社のみの登場となる。登場する航空会社は以下の通り。
  - 登場航空会社…JALグループ・ANAグループ・IBEXエアラインズ・日本貨物航空・フィンエアー・キャセイパシフィック航空・アシアナ航空・チャイナエアライン・シンガポール航空・エア・カナダ・アエロメヒコ航空・タイ国際航空・ガルーダ・インドネシア航空以上13社。
- ぼくは航空管制官 エアポートヒーロー3D 羽田 ALL STARS(2015年4月30日発売。発売元：ソニックパワード)…東京国際空港を収録[84]。成田に続いて実在航空会社のみの登場となる。登場航空会社は以下の通り。
  - 登場航空会社…JALグループ・ANAグループ・ソラシドエア・アシアナ航空・チャイナエアライン・エバー航空/エバー航空カーゴ・キャセイパシフィック航空・香港ドラゴン航空・シンガポール航空・タイ国際航空・フィリピン航空・ガルーダ・インドネシア航空以上12社＆海上保安庁・政府専用機
- ぼくは航空管制官 エアポートヒーロー3D 関空 ALL STARS(2015年12月17日発売。発売元：ソニックパワード)…関西国際空港を収録[85]。成田・羽田2作目に続いて実在航空会社のみの登場となる。登場航空会社は以下の通り。
  - 登場航空会社…JALグループ・ANAグループ・日本貨物航空・ピーチ・アビエーション・アシアナ航空・エアプサン・ジンエアー・トランスアジア航空・チャイナエアライン/チャイナエアラインカーゴ・エバー航空/エバー航空カーゴ・キャセイパシフィック航空・エア・ホンコン・中国国際航空・中国南方航空・シンガポール航空・タイ国際航空・フィリピン航空・ガルーダ・インドネシア航空・フィンエアー・エア・カレドニア・インターナショナル以上20社＆海上保安庁

## その他

### サウンドトラック
ぼくは航空管制官3のBGMを収録したサウンドトラックCDが発売されている。このCDは、テクノブレインのオンラインショップなどにて購入することができる。